# Ichika Kajimoto
Ichika Kajimoto (梶本一花, Kajimoto Ichika), née le 7 mars 2004 dans la préfecture d'Osaka, est une nageuse australienne , spécialiste de la nage en eau libre et de la nage libre. Le 8 août 2024, elle remporte la médaille d'argent lors du 10 kilomètres en eau libre aux Jeux olympiques de Paris.

## Biographie
Ichika Kajimoto suit des études à la faculté des sciences du sport et de la santé de l'Université Dōshisha de Kyoto. Membre de l'équipe universitaire de natation, elle participe aux Universiades 2023) à Chengdu avec un titre décroché sur 400 mètres quatre nages individuel, l'argent sur 1500 mètres nage libre et le bronze en relais féminin 4 × 200 mètres.
En 2023, elle se classée troisième des championnats nationaux au 800 m nage libre et au 400 m quatre nages. Sélectionnée en équipe nationale pour la première fois aux championnats du monde de nage en eau libre, elle se classée 14e sur 5 km individuel et 7eau relais mixte. Elle remporte le titre national du 10 km en eau libre.
Aux championnats 2024 du Japon, il remporte les trois titres du 400 m, du 800 m et du 1 500 m nage libre. Elle concoure aux mondiaux de Doha en février 2024 sur quatre épreuves en grand bassin avec une finale au 800 mètres nage libre ( 6e avec un temps de 8:29.24), mais aussi 10e au 400 mètres nage libre, 8e en 400 mètres quatre nages et 13e au 1500 mètres nage libre; elle prend également le départ sur l'épreuve du 10km en eau libre en terminant 21e.
Aux Championnats du monde FINA 2025, après s'être classée 8e au 10 km en eau libre, elle remporte remporte la médaille de bronze au 5 km puis une médaille d'or au sprint à élimination directe de 3 km, aucun athlète japonais n'ayant auparavant remporté une médaille de natation en eau libre.